# Кабальяр
Кабальяр (ісп. Caballar) — муніципалітет в Іспанії, у складі автономної спільноти Кастилія-і-Леон, у провінції Сеговія. Населення — 105 осіб (2010).
Муніципалітет розташований на відстані близько 80 км на північ від Мадрида, 22 км на північний схід від Сеговії.

## Демографія
Динаміка населення (INE ):